# Reineldis

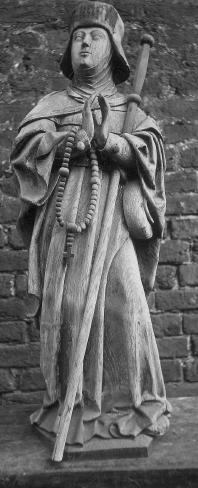
Reineldis, etwa 1530

Reineldis von Saintes, auch Reinildis, Reinhild (* Condacum um 630; † um 680 in Saintes, Belgien) war Nonne und ist eine katholische Heilige.
Der Überlieferung nach war sie eine Fränkin. Ihr Vater war Witger, Herzog von Lothringen und Gaugraf von Brabant, ihre Mutter Amalberga von Maubeuge. Witger wurde später Mönch, Amalberga zusammen mit den beiden Töchtern Nonne im Benediktinerinnenkloster in Maubeuge. Ihre Mutter, Schwester Gudula von Brüssel und ihr Bruder Emebertus  (Ablebertus) von Cambrai, Bischof von Cambrai-Arras († Anfang des 8. Jhd.), werden ebenfalls als heilig verehrt. 
Ihre Güter vermachte sie dem Kloster Lobbes. Sie lebte als Nonne und Einsiedlerin und vollbrachte eine Pilgerreise ins Heilige Land. Sie wurde einer Legende nach in einer Kirche von plündernden Friesen, nach einer anderen Variante von den Hunnen ermordet. 
Die Vita Renildis verfasste Abt Hugo des Klosters Lobbes zwischen 1048 und 1051.
Ihr Gedenktag ist der 16. Juli.